# آمال العمدة
آمال العمدة (1941 - 2001) إذاعية وصحفية مصرية.

## حياتها
ولدت الاذاعية آمال العمدة بالأقصر عام 1941 م. تنتمى إلى بيت العمدة ((جورجى موسى)) ، تزوجت من الإعلامي مفيد فوزي وأنجبا الصحفية الإعلامية والشاعرة حنان مفيد فوزي صاحبة ديوان «الشاطر مش حسن» و«البوح بعد الصمت» ، وقدمت العديد من البرامج الناجحة بالبرنامج العام (بالإذاعة المصرية) وتحاورت مع توفيق الحكيم ونجيب محفوظ ويوسف إدريس وإحسان عبد القدوس ونزار قباني وفكري أباظة ويحيى حقي ورشدي صالح وأنيس منصور وفاتن حمامة ومحمد عبد الوهاب وزكريا الحجاوي ومنى قطان وعمار الشريعي وعبد الحليم حافظ وغيرهم.
وكانت لسان حال المواطن المصري في برامجها الاذاعية.

## أهم مؤلفاتها
- كتاب «عقدتي» وهو ملخص من ثلاثين حلقة مع النجوم والكتاب والسياسيين.
- كتاب شعر نثر وهو «البوح بعد الصمت».

## جوائزها
حصلت علي عشرات الجوائز ومئات الشهادات التقديرية تحت مسمي رائدة الحوارات الإذاعية من مهرجانات محلية ودولية وكرمت من قبل وزارات وسفارات وحالياً يتم إعادة إذاعة أعمالها علي إذاعة «مصر الجديدة» علي النت تمهيداً لعمل قناة خاصة علي الإنترنت تذيع كل أعمالها.

## أشهر برامجها
لها العديد من البرامج الرمضانية وهي «ابنتي من المشاهير»، و«زوجي من المشاهير»، و«زوجتي من المشاهير»، و«عقدتي»، و«الاختيار الصعب» (والذي أخذت فكرته الإعلامية لميس الحديدي في أحد برامجها في شهر رمضان 2011 م) و«الفريق القومي»، و«ورد وشوك» (والذي تم وضع اسمه على أحد المسلسلات المصرية فيما بعد) واشتغلت اولا في اذاعه الشباب ثم تم اختيارها لكفاءتها لتنضم الي اذاعه الشرق الأوسط لتقديم سهرة أسبوعية بعنوان «ساعه زمان» لمدة 15 سنه مع أعمدة الفكر والفن والسياسة ثم انضمت الي إذاعة (البرنامج العام) لتقديم برنامج «صحبة وأنا معهم» وكان يذاع قبل منتصف ليل الأربعاء بربع ساعه.على «إذاعة البرنامج العام» وتم توثيق 75 حلقة من أهم حلقاتها الإذاعية في ثلاثه كتب نفذت بعد رحيلها تحمل نفس اسم برنامجها (صحبه وأنا معهم).

## وفاتها
توفيت الاذاعية آمال العمدة في الحادي عشر من مارس من عام 2001 م.